# NGC 1859
NGC 1859 ist ein Offener Sternhaufen der Großen Magellanschen Wolke im Sternbild Schwertfisch. Er wurde am 3. Dezember 1834 vom britischen Astronomen John Herschel entdeckt, der dazu ein Teleskop mit 18,7 Zoll (47,5 cm) Durchmesser verwendete.